# Gare d'Olabeaga

Carte du réseau de Renfe Cercanías Bilbao.

Olaveaga est le nom d'une gare intégrée dans les lignes C-1 et C-2 du réseau de Renfe Cercanías Bilbao, entre les gares de Zorrotza et de San Mamés. La gare se trouve dans le quartier du même nom, dans le district 8 (Basurtu-Zorrotza) de Bilbao, et c'est la seconde gare des Lignes C-1 et C-2 de la ville. De même, elle a aussi appartenu à la Ligne C-4 (Olaveaga - Bilbao-Parke/Guggenheim), jusqu'à ce que la ligne ait été fermée par des motifs urbains. Plus tard le Tramway de Bilbao remplacera les lignes de Cercanías dans cette zone.
La gare d'Olaveaga n'a pas un grand trafic du fait de sa situation et pour cela il est prévu sa restructuration dans le projet Basurto-Olabeaga.
| Provenance/Destination | <        | Ligne | >         | Provenance/Destination |
| ---------------------- | -------- | ----- | --------- | ---------------------- |
| Santurtzi              | Zorrotza |       | San Mamés | Bilbao-Abando          |
| Muskiz                 | Zorrotza |       | San Mamés | Bilbao-Abando          |

## Autres stations de la municipalité
À Bilbao on trouve aussi les stations de la Renfe Cercanías suivantes :

## Voir également
- Ligne C1 (exploitée par Cercanias Bilbao)
- Renfe Cercanías Bilbao